# Mariluz
Mariluz là một đô thị thuộc bang Paraná, Brasil. Đô thị này có diện tích 433,17 km², dân số năm 2007 là 10817 người, mật độ 22,5 người/km².